# Love (hudební skupina)
Love byla americká rocková skupina založená v roce 1966 v Los Angeles. Působila celkem sedm let, od roku 1973 pak jen příležitostně. Kapelu vedli kytaristé a skladatelé Arthur Lee a Bryan MacLean. Love vydali celkem šest studiových alb a stejný počet singlů, několik kompilací i živých alb.

## Diskografie
Studiová alba
- Love (1966)
- Da Capo (1967)
- Forever Changes (1967) – znovuvydání 2001, 2008(CD)
- Four Sail (1969)
- Out Here (1969)
- False Start (1970)
- Reel to Real (1975)
- Black Beauty 2013 (nevydané album z roku 1974)

Koncertní alba
- Love Live (1980) – 1978
- Studio / Live (1982) – 1970
- The Forever Changes Concert (2003)